# Чиаурели, Софико Михайловна
Софико́ Миха́йловна Чиауре́ли (груз. სოფიკო მიხეილის ასული ჭიაურელი; в документах Со́фья Миха́йловна; 21 мая 1937, Тбилиси, Грузинская ССР, СССР — 2 марта 2008, Тбилиси, Грузия) — советская и грузинская актриса; народная артистка Грузинской ССР (1976), народная артистка Армянской ССР (1979), лауреат Государственной премии СССР (1980).
Единственная из советских актрис, семь раз удостоенная приза за лучшую женскую роль на международных конкурсах.

## Биография
Родилась 21 мая 1937 года в Тбилиси в семье режиссёра Михаила Чиаурели (1894—1974) и актрисы Верико Анджапаридзе (1897—1987).
В 1955 году, после окончания тбилисской женской средней школы, поступила во Всесоюзный государственный институт кинематографии (ВГИК). Учась в институте, дебютировала в кино, исполнив роль Цицино в фильме «Наш двор» (1956). Позже снялась ещё в двух картинах. В 1960 году с отличием окончила вуз (педагоги: Ольга Пыжова и Борис Бибиков). Вместе с ней на одном курсе учились Светлана Дружинина и Леонид Куравлёв.
По окончании института вернулась на родину. В 1960—1964 годах и с 1968 года — актриса академического театра им. К. Марджанишвили в Тбилиси, в 1964—1968 годах — академического театра им. Ш. Руставели.

Жила в Тбилиси в родительском доме (современный адрес — улица Верико Анджапаридзе, 16; ныне — дом-музей В. Анджапаридзе и М. Чиаурели). В этом же доме Софико Чиаурели и Котэ Махарадзе создали театр одного актёра «Верико».  
Депутат Верховного Совета СССР IX созыва (1974—1979).
Участвовала в «Голубом огоньке» 1981/82 гг (новогодние интервью, стихи).
В 1998 году — автор и ведущая телепередачи (совместно с Котэ Махарадзе) «Встречи на Пикрис-горе» («Культура»).
С 2003 года была художественным руководителем театра «Верико».
За долгие годы творческой деятельности сыграла более ста ролей в кино и театре.

#### Семья
Братья: Отар Чиаурели (1915—1964) и Рамаз Чиаурели (дед Рамаза Михайловича Чиаурели).
Двоюродный брат — Георгий Данелия (1930—2019), режиссёр; народный артист СССР (1989) (Верико Анджапаридзе — сестра его матери, Мери Анджапаридзе).
Первый муж (1955—1980) — Георгий Шенгелая (1937—2020), режиссёр; народный артист Грузинской ССР (1985).
Сыновья: Николай (Нико) Шенгелая (род. 1958), художник; Александр (Сандро) Шенгелая (род. 1963), актёр; внуки: Наталья и Георгий.
Второй муж (с 1980) — Котэ Махарадзе (1926—2002), телеведущий, актёр; народный артист Грузинской ССР (1967).

#### Смерть
Скончалась 2 марта 2008 года на 71-м году жизни после продолжительной болезни. Церемония прощания прошла в театре имени К. Марджанишвили, похоронена в пантеоне Дидубе в Тбилиси рядом с супругом Котэ Махарадзе.

## Творчество

### Фильмография
- 1957 — Наш двор — Цицино
- 1958 — Акварель — жена
- 1960 — Повесть об одной девушке — Лали Николадзе
- 1961 — На берегах Ингури — Тамара
- 1963 — Генерал и маргаритки — Зося
- 1966 — Хевсурская баллада — Мзекала
- 1967 — Иные нынче времена — Тасия
- 1967 — Возвращение улыбки (киноальманах; новелла «Кто-то опаздывает на автобус») — Елена
- 1969 — Цвет граната — царевна Анна / поэт / монашка / муза поэта / ангел воскресения / пантомима
- 1969 — Не горюй! — Софико
- 1970 — Рубежи — Софико
- 1970 — Чермен — мать Чермена в юности
- 1972 — Тепло твоих рук — Сидония
- 1973 — Зов — учительница музыки
- 1973 — Мелодии Верийского квартала — Вардо, прачка
- 1975 — Переполох — Тамро
- 1976 — Ребята с Сиреневой улицы — соседка Заура
- 1977 — Приди в долину винограда — Эка
- 1977 — Древо желания — Фуфала
- 1977 — Комедия ошибок — Лиз, куртизанка (роль озвучила Алиса Фрейндлих)
- 1977 — Берега — Нано Тавкелишвили
- 1978 — Несколько интервью по личным вопросам — Софико
- 1978 — Аревик — Аревик Гарегиновна Геворкян (роль озвучила Мария Виноградова)
- 1979 — Приключения Али-Бабы и сорока разбойников — Замира, мать Али-Бабы
- 1980 — Новые приключения Муравья и Блохи — рыцарь
- 1980 — Пощёчина — Турванда
- 1982 — Ищите женщину — Алиса Постик
- 1984 — Рассказ бывалого пилота — пассажирка
- 1984 — Легенда о Сурамской крепости — Гулисварди (Вардо)
- 1984 — Каникулы Петрова и Васечкина, обыкновенные и невероятные (2 серия) — бабушка Мананы
- 1984 — Покаяние — эпизод
- 1985 — Миллион в брачной корзине — Валерия
- 1987 — Загон — жена президента
- 1988 — Ашик-Кериб — мать Ашик-Кериба
- 1991 — Исповедь — мать
- 1991 — Блуждающие звёзды — Сора-Броха, мать Гоцмаха
- 1992 — Остров — Бабушка
- 1992 — Я обещала, я уйду — мать Тамаза
- 1992 — Полёт ночной бабочки
- 1992 — Хачкар — Муза художника
- 1998 — Звёздная ночь в Камергерском — участница капустника МХТ
- 2000 — Ковчег — учительница
- 2001 — Только раз — Вера Михайловна (вокал Лариса Рубальская)
- 2005 — Серенада лунной долины
- 2005 — Продаётся дача — бабушка Сурена
- 2006 — Маяк — соседка

### Театральные работы
- 1960 — «Девочка с ленточкой» Н. Перьялиса — Хара
- 1961 — «Ромео и Джульетта» У. Шекспира — Джульетта
- 1962 — «Сон в летнюю ночь» У. Шекспира — Гермия
- 1964 — «Жаворонок» Ж. Ануя — Жанна д’Арк
- 1965 — «Соломенная шляпка» Э. Лабиша — Анаис
- 1967 — «Мещане» М. Горького — Елена Николаевна
- 1968 — «Антигона» Ж. Ануя — Антигона
- 1969 — «Добрый человек из Сезуана» Б. Брехта — Шеп Те – Шуа Та
- 1970 — «Антигона» Софокла — Антигона
- 1972 — «Женитьба» Н. Гоголя — Агафья Тихоновна
- 1972 — «Уриель Акоста» К. Гуцкова — Юдифь
- 1973 — «Таланты и поклонники» А. Островского — Негина
- 1974 — «Визит старой дамы» Ф. Дюрренматта — Клара Цаханесян
- 1976 — «Мадам Сан-жен» В. Сарду и Э. Моро — Катрин
- 1976 — «Привидения» Г. Ибсена — Регина
- 1980 — «Анна Каренина» Л. Толстого — Анна Каренина
- 1983 — «Ромашка» П. Зиндела — Бетси
- 1985 — «Ночь игуаны» Т. Уильямса
- 1987 — «Неаполь – город миллионеров» Э. де Филиппо
- 1988 — «Коварство и любовь» Ф. Шиллера — леди Мильфорд
- 1990 — «Театр Иадоны» Р. Клдиашвили — Иадона
- 1997 — «Королева мать» М. Сантанелли — мать
- 1998 — «Мама, я люблю тебя» У. Сарояна — Сверкунчик

Театр «Верико»
- 2001 — «Узник одиночества» Р. Клдиашвили — Эка
- 2002 — «Любовная отповедь» Г. Гарсия Маркеса — Грасиела
- 2004 — «Театр Иадоны» Р. Клдиашвили — Иадона
- 2005 — «Рождение планет» И. Гаручава, П. Хотяновского — Балаганщица

### Участие в фильмах
- 1969 — Цвет армянской земли — Саят-Нова
- 1991 — Воспоминания о Грузии (документальный)
- 1992 — Параджанов: Последняя весна (документальный)

## Награды
Государственные награды:
- 1964 — Заслуженная артистка Грузинской ССР[4]
- 1965 — орден «Знак Почёта»[4]
- 1976 — Народная артистка Грузинской ССР[6][11]
- 1979 — Народная артистка Армянской ССР[6][11]
- 1980 — Государственная премия СССР — за участие в фильме «Несколько интервью по личным вопросам» (1978)[6][11]
- 1997 — орден Чести[17]

Другие награды, премии, поощрения и общественное признание:
- 1966 — Вторая премия II Всесоюзного кинофестиваля в Киеве — за роль в фильме «Хевсурская баллада» (1966)[18]
- 1972 — Первая премия V Всесоюзного кинофестиваля в Тбилиси — за роль в фильме «Тепло твоих рук» (1972)[19]
- 1974 — Первая премия VII Всесоюзного кинофестиваля в Баку — за роль в фильме «Мелодии Верийского квартала» (1973)[20]
- 1974 — Премия Ленинского комсомола Грузинской ССР — за роль в фильме «Тепло твоих рук» (1972)[11]
- 1974 — МКФ трудящихся (Чехословакия) — за роль в фильме «Мелодии Верийского квартала» (1973)[11]
- 1996 — Премия имени Верико Анджапаридзе[4]
- 1998 — Премия имени Шота Руставели[4]
- 2000 — Премия имени Котэ Марджанишвили[4]
- 2003 — Приз Веры Холодной «королева экрана»[4]
- 2004 — орден «Звезда созидания» (Санкт-Петербург)[4]
- Почётный гражданин Тбилиси[4]
- Почётный гражданин Поти[4]
- Почётный гражданин Кипра (почётное звание актрисе присудил первый президент Республики Кипр архиепископ Макариос III)[4]

## Память

Памятник Софико Чиаурели

Творчеству и памяти актрисы посвящены документальные фильмы и телепередачи
- «Софико Чиаурели. „Острова“» («Культура», 2004)[21]
- «Софико Чиаурели и Котэ Махарадзе. „Больше, чем любовь“» («Культура», 2007)[22]
- «Софико Чиаурели. „Жизнь прекрасна…“» («Первый канал», 2008)[23][24]
- «Софико Чиаурели. „Последний день“» («Звезда», 2018)[25]
- «„Раскрывая тайны звёзд“: Софико Чиаурели» («Москва 24», 2016)[26]
- «„Звёзды советского экрана“: Софико Чиаурели» («Москва 24», 2020)[27]
- «„Раскрывая тайны звёзд“: к юбилею Софико Чиаурели» («Москва 24», 2022)[28]

Другое
- В Сионском сквере в Тбилиси установлен бюст Чиаурели (скульптор Леван Вардосанидзе, 2009)[29][30][31].
- После смерти актрисы, одна из улиц в центральной части Тбилиси была названа её именем[32].